# Demvamvit Corona
Demvamvit Corona est une corona, formation géologique en forme de couronne, située sur la planète Vénus par -65,5° S et 38° E. Elle est localisée dans le quadrangle de Lada Terra. Elle a été nommée en référence à Demvamvit, déesse Gurage (sud-ouest de l'Éthiopie) de la femme. 

## Géographie et géologie
Demvamvit Corona couvre une surface circulaire d'environ 370 km de diamètre. 